# Guilherme, Duque de Nassau
Guilherme de Nassau (Jorge Guilherme Augusto Henrique Belgicus), (14 de junho de 1792 - 20 de agosto de 1839) foi o pai do grão-duque Adolfo de Luxemburgo e da rainha Sofia da Suécia, consorte do rei Óscar II.

## Duque de Nassau
A 9 de janeiro de 1816, Guilherme sucedeu o seu pai, o príncipe Frederico Guilherme, como príncipe de Nassau-Weilburg e juntou o seu ducado com o do seu primo Frederico Augusto, Duque de Nassau, do ramo Nassau-Usingen- Quando o seu primo morreu a 24 de Março de 1816, Guilherme herdou os territórios de Usingen e tornou-se o único governante do ducado de Nassau. Manteve este título o resto da vida.

## Casamentos e descendência
Guilherme casou-se com a duquesa Luísa de Saxe-Hildburghausen a 24 de junho de 1814. O casal teve oito filhos:
1. Augusta de Nassau (12 de abril de 1814 - 3 de outubro de 1814), morreu com cinco anos de idade.
2. Teresa de Nassau-Weilburg (17 de abril de 1815 - 8 de dezembro de 1871), casada com o duque Pedro Georgievich de Oldemburgo; com descendência.
3. Adolfo de Luxemburgo[1] (24 de julho de 1817 – 17 de novembro de 1905), grão-duque de Luxemburgo; casado primeiro com a grã-duquesa Isabel Mikhailovna da Rússia; sem descendência. Casado depois com a princesa Adelaide Maria de Anhalt-Dessau; com descendência.
4. Guilherme Carlos de Nassau (8 de setembro de 1819 - 22 de abril de 1823), morreu aos três anos de idade.
5. Maurício de Nassau (21 de novembro de 1820 - 23 de março de 1850), morreu solteiro e sem descendência.
6. Maria Guilhermina de Nassau (5 de abril de 1822 - 3 de abril de 1824), morreu com dois anos de idade.
7. Guilherme de Nassau (12 de agosto de 1823 - 28 de dezembro de 1828), morreu com cinco anos de idade.
8. Maria de Nassau (29 de janeiro de 1825 - 24 de março de 1902), casada com o príncipe Guilherme Carlos de Wied; com descendência.

Após a morte de Luísa, Guilherme voltou a casar-se, desta vez com a princesa Paulina de Württemberg, a 23 de Abril de 1829 de quem teve mais quatro filhos:
1. Filha sem nome (27 de abril de 1830 - 28 de abril de 1830)
2. Helena Guilhermina Henriqueta Paulina Mariana de Nassau (12 de abril de 1831 - 27 de outubro de 1888), casada no dia 26 de setembro de 1853 com Jorge Vítor de Waldeck e Pyrmont. Com descendência.
3. Nicolau Guilherme de Nassau (20 de setembro de 1832 - 17 de setembro de 1905), casado morgnaticamente com Natália Alexandrovna Pushkina, condessa de Merenberg e filha de Alexander Pushkin e Natalya Goncharova. Tiveram descendentes, actualmente extintos pela linha masculina.
4. Sofia Guilhermina Mariana Henriqueta de Nassau (9 de julho de 1836 - 30 de dezembro de 1913), casada com o rei Óscar II da Suécia. As actuais casas reais da Bélgica, Dinamarca, Noruega e Suécia descendem desta união.

## Genealogia
|  |                                                     |  |  |  |  |  |  |  |  |  |  |  |  |
|  | 8. Carlos Augusto de Nassau-Weilburg                |  |  |  |  |  |  |  |  |  |  |  |  |
|  |                                                     |  |  |  |  |  |  |  |  |  |  |  |  |
|  |                                                     |  |  |  |  |  |  |  |  |  |  |  |  |
|  | 4. Carlos Cristiano de Nassau-Weilburg              |  |  |  |  |  |  |  |  |  |  |  |  |
|  |                                                     |  |  |  |  |  |  |  |  |  |  |  |  |
|  |                                                     |  |  |  |  |  |  |  |  |  |  |  |  |
|  | 9. Augusta Frederica de Nassau-Idstein              |  |  |  |  |  |  |  |  |  |  |  |  |
|  |                                                     |  |  |  |  |  |  |  |  |  |  |  |  |
|  |                                                     |  |  |  |  |  |  |  |  |  |  |  |  |
|  | 2. Frederico Guilherme, Príncipe de Nassau-Weilburg |  |  |  |  |  |  |  |  |  |  |  |  |
|  |                                                     |  |  |  |  |  |  |  |  |  |  |  |  |
|  |                                                     |  |  |  |  |  |  |  |  |  |  |  |  |
|  | 10. Guilherme IV, Príncipe de Orange                |  |  |  |  |  |  |  |  |  |  |  |  |
|  |                                                     |  |  |  |  |  |  |  |  |  |  |  |  |
|  |                                                     |  |  |  |  |  |  |  |  |  |  |  |  |
|  | 5. Carolina de Orange-Nassau                        |  |  |  |  |  |  |  |  |  |  |  |  |
|  |                                                     |  |  |  |  |  |  |  |  |  |  |  |  |
|  |                                                     |  |  |  |  |  |  |  |  |  |  |  |  |
|  | 11. Ana da Grã-Bretanha                             |  |  |  |  |  |  |  |  |  |  |  |  |
|  |                                                     |  |  |  |  |  |  |  |  |  |  |  |  |
|  |                                                     |  |  |  |  |  |  |  |  |  |  |  |  |
|  | 1. Guilherme, Duque de Nassau                       |  |  |  |  |  |  |  |  |  |  |  |  |
|  |                                                     |  |  |  |  |  |  |  |  |  |  |  |  |
|  |                                                     |  |  |  |  |  |  |  |  |  |  |  |  |
|  | 12.João do Palatinado-Gelnhausen                    |  |  |  |  |  |  |  |  |  |  |  |  |
|  |                                                     |  |  |  |  |  |  |  |  |  |  |  |  |
|  |                                                     |  |  |  |  |  |  |  |  |  |  |  |  |
|  | 6. Guilherme Jorge de Kirchberg                     |  |  |  |  |  |  |  |  |  |  |  |  |
|  |                                                     |  |  |  |  |  |  |  |  |  |  |  |  |
|  |                                                     |  |  |  |  |  |  |  |  |  |  |  |  |
|  | 13. Sofia Carlota de Salm-Dhaun                     |  |  |  |  |  |  |  |  |  |  |  |  |
|  |                                                     |  |  |  |  |  |  |  |  |  |  |  |  |
|  |                                                     |  |  |  |  |  |  |  |  |  |  |  |  |
|  | 3. Luísa Isabel de Kirchberg                        |  |  |  |  |  |  |  |  |  |  |  |  |
|  |                                                     |  |  |  |  |  |  |  |  |  |  |  |  |
|  |                                                     |  |  |  |  |  |  |  |  |  |  |  |  |
|  | 14. Henrique XI Reuss de Greiz                      |  |  |  |  |  |  |  |  |  |  |  |  |
|  |                                                     |  |  |  |  |  |  |  |  |  |  |  |  |
|  |                                                     |  |  |  |  |  |  |  |  |  |  |  |  |
|  | 7. Isabel Augusta Reuss de Greiz                    |  |  |  |  |  |  |  |  |  |  |  |  |
|  |                                                     |  |  |  |  |  |  |  |  |  |  |  |  |
|  |                                                     |  |  |  |  |  |  |  |  |  |  |  |  |
|  | 15. Conradina Reuss de Köstritz                     |  |  |  |  |  |  |  |  |  |  |  |  |
|  |                                                     |  |  |  |  |  |  |  |  |  |  |  |  |
|  |                                                     |  |  |  |  |  |  |  |  |  |  |  |  |